# Flor Van Der Weijden
Florent „Flor“ Van Der Weijden (* 28. Januar 1929 in Maastricht; † 13. Oktober 2018) war ein niederländischer Radrennfahrer.

## Sportliche Laufbahn
Van Der Weijden war im Straßenradsport aktiv. Als Amateur gewann er 1953 das Eintagesrennen Romsée–Stavelot–Romsée. 1954 siegte er im luxemburger Etappenrennen Grand Prix François Faber vor Jean Deltour. Bei den Straßenradsport-Weltmeisterschaften wurde er Neunter. 
Von 1955 bis 1957 war er Unabhängiger und Berufsfahrer. Als Radprofi hatte er keine Erfolge.